# Президентски и местни избори в България (2011)
Местните и президентските избори в България през 2011 г. се провеждат едновременно с първи тур на 23 октомври и втори тур на 30 октомври (на някои места при местните избори не се стига до втори кръг).

## Нарушения и критики
В разрез със закона на практика застъпниците пребивават в секциите през целия ден и в определени случаи когато процентно са съизмерими с броя на гласуващите, те влияят съществено върху изборните резултати. На практика в България те са форма за закупуване на гласове, което е в разрез с изборния закон на страната. Отделно създаваните от тях изкуствени опашки пред изборните урни отказват много неориентирани избиратели, които се отказват да стоят на двучасово чакане. Тези и много други нарушения по време на изборите дадоха повод на политически партии да оспорват честността на изборите. Например в писмо на „Зелените“ до ЦИК се казва: „В цялата страна сме свидетели на множество нарушения на Изборния кодекс и разпоредбите на ЦИК, което допълва и без това лошата организация на изборите. Някои от тях са фрапантни".“ Те ще сигнализират Венецианската комисия, Парламентарната асамблея на Съвета на Европа (ПАСЕ) и Европейския парламент за нарушенията на изборите. Сериозен проблем е, че поради лошата организация и големите опашки много от избирателите са били възпрепятствани да упражнят правото си на глас. Избирателите масово са били връщани без да гласуват след края на изборния ден.

Двама депутати от ГЕРБ – Станислав Иванов и Иван Божилов присъстват в Общинската избирателна комисия в София при преброяване на бюлетините в нарушение на закона. Станислав Иванов е заснет и да носи заедно с друг мъж чувал с бюлетини извън сградата. Според него той е помагал на бременна жена да внесе бюлетините в общинската избирателна комисия (ОИК). Централната избирателна комисия (ЦИК) се самосезира по случая но отказва да се произнесе по него (за произнасяне са необходими гласовете на 2/3 от членовете му).
Организацията за сигурност и сътрудничество в Европа (ОССЕ), която наблюдава изборите, критикува неспособността на ЦИК да взима решения, навременно или изобщо. Според организацията ЦИК не е имала правно основание да удължи с един час гласуването на първия тур, а закъснялото обявяване на резултатите е повлияло негативно върху прозрачността на изборния процес. Други проблеми са били точността на информацията за настоящ адрес в чужбина според която гласоподаватели са премахвани от списъците, присъствие на много упълномощени представители от една партия в някои секции, използване на някои места на бюлетини които прозират, непридържане към процедурите по време на броене на гласовете. По въпроса за купуване на гласове и оказване на натиск организацията заключава, че има много обвинения, но те не могат да бъдат доказани.
ОССЕ критикува и предизборния период – основно платеното отразяване на кампаниите, както е предвидено по закон, води до липса на независимо отразяване и ниско ниво на информираност сред гласоподавателите. Освен това забраните за използване на малцинствени езици в кампаниите е в неизгода на малцинствените групи и е в противоречие със задълженията на/към ОССЕ.

## Разходи
За разходи за едновременното провеждане на президентски и местни избори през 2011 година са предвидени 35 милиона лева от държавния бюджет, включително за балотаж, който е доста вероятен . 18,5 милиона лева са предвидени за възнагражденията на членовете на общинските и секционните избирателни комисии; за логистичното осигуряване на изборния процес от централната, областните и общинските администрации са предвидени 6,896 милиона лева; за охраняването на изборите са предвидени 4 милиона лева. 
Според Министерството на финансите разходите за изборите са изчислени на 39 263 417 лв., 618 000 от които са похарчени за изборите в чужбина.